# Voraspis usambarica
Voraspis usambarica är en insektsart som först beskrevs av Karl Hermann Leonhard Lindinger 1913.  Voraspis usambarica ingår i släktet Voraspis och familjen pansarsköldlöss.
Artens utbredningsområde är Tanzania. Inga underarter finns listade i Catalogue of Life.